# Munna magnifica
Munna magnifica är en kräftdjursart som beskrevs av Schultz1964. Munna magnifica ingår i släktet Munna och familjen Munnidae. Inga underarter finns listade i Catalogue of Life.